# Каунсил Хил (Оклахома)
Каунсил Хил (енгл. Council Hill) град је у америчкој савезној држави Оклахома.

## Демографија
По попису из 2010. године број становника је 158, што је 29 (22,5%) становника више него 2000. године.
| Група             | 2000.       | 2010.       |
| Белци             | 102 (79,1%) | 114 (72,2%) |
| Афроамериканци    | 3 (2,3%)    | 0 (0,0%)    |
| Азијати           | 0 (0,0%)    | 0 (0,0%)    |
| Хиспаноамериканци | 0 (0,0%)    | 13 (8,2%)   |
| Укупно            | 129         | 158         |